# Reggenza di Sukoharjo
La reggenza di Sukoharjo (in indonesiano: Kabupaten Sukoharjo) è una reggenza dell'Indonesia, situata nella provincia di Giava Centrale.